# Mathieu Cordang
Joannes Matheus Cordang (conocido como Mathieu Cordang; 6 de diciembre de 1872-24 de marzo de 1942) fue un deportista neerlandés que compitió en ciclismo en las modalidades de pista y ruta. Ganó una medalla de oro en el Campeonato Mundial de Ciclismo en Pista de 1895, en la prueba de medio fondo.

## Medallero internacional
| Campeonato Mundial | Campeonato Mundial | Campeonato Mundial | Campeonato Mundial |
| Año                | Lugar              | Medalla            | Competición        |
| ------------------ | ------------------ | ------------------ | ------------------ |
| 1895               | Colonia (Alemania) | Medalla de oro     | Medio fondo (A)    |

## Palmarés

### Palmarés en pista
- 1894
  - Récord del mundo del kilómetro
- 1895
  - Campeón del mundo amateur de medio fondo
- 1897
  - Récord del mundo de las 24 horas, con 991,651 km
- 1898
  - 1.º en el Gran Premio de Roubaix
  - 1.º en el Gran Premio de Ámsterdam
  - 1.º en el Gran Premio de Berlín
- 1899
  - Récord del mundo de las 24 horas, con 1.000,110 km
  - 1.º en el Gran Premio de La Haya
- 1900
  - 1.º en el Bol d'Or

### Palmarés en ruta
- 1894
  - 1.º en la Ámsterdam-Arnhem-Ámsterdam
  - 1.º en la Maastricht-Nimega-Maastricht
  - 1.º en la Rotterdam-Utrecht-Rotterdam
- 1895
  - 1.º en la Ámsterdam-Arnhem-Ámsterdam
  - 1.º en la Leiden-Utrecht-Leiden
  - 1.º en la Maastricht-Roermond